# Rodas
Rodas är en ort i Kuba.   Den ligger i provinsen Provincia de Cienfuegos, i den västra delen av landet, 210 km öster om huvudstaden Havanna. Rodas ligger 23 meter över havet och antalet invånare är 19 212.
Terrängen runt Rodas är platt. Runt Rodas är det ganska tätbefolkat, med 72 invånare per kvadratkilometer. Rodas är det största samhället i trakten. Omgivningarna runt Rodas är en mosaik av jordbruksmark och naturlig växtlighet.